# Zoe Haas
Pour les articles homonymes, voir Haas.
Zoe Haas, née le 24 janvier 1962 à Calgary (Canada), est une skieuse alpine suisse, originaire d'Engelberg, qui a mis un terme à sa carrière sportive à la fin de la saison 1992.

## Jeux olympiques
| Épreuve / Édition | Calgary 1988 | Albertville 1992 |
| Super-G           | 7e           | 10e              |
| Géant             | -            | 18e              |

## Championnats du monde
| Épreuve / Édition | Crans Montana 1987 | Saalbach 1991 |
| Descente          | 11e                | -             |
| Super-G           | -                  | 4e            |

## Coupe du monde
- Meilleur résultat au classement général : 11e en 1985
  - 2 victoires : 1 descente et 1 super-G
  - 9 podiums

| Année/Classement | Général | Général | Descente | Descente | Super G | Super G | Géant  | Géant  | Slalom | Slalom | Combiné | Combiné |
| Année/Classement | Class.  | Points  | Class.   | Points   | Class.  | Points  | Class. | Points | Class. | Points | Class.  | Points  |
| ---------------- | ------- | ------- | -------- | -------- | ------- | ------- | ------ | ------ | ------ | ------ | ------- | ------- |
| 1978-1979        | 49e     | 26      | 21e      | 26       | -       | -       | -      | -      | -      | -      | -       | -       |
| 1979-1980        | 69e     | 3       | 26e      | 3        | -       | -       | -      | -      | -      | -      | -       | -       |
| 1980-1981        | 24e     | 58      | 22e      | 20       | -       | -       | 18e    | 14     | -      | -      | 11e     | 24      |
| 1981-1982        | 34e     | 41      | 32e      | 5        | -       | -       | 22e    | 14     | -      | -      | 7e      | 22      |
| 1982-1983        | 25e     | 53      | 37e      | 2        | -       | -       | 11e    | 38     | -      | -      | 14e     | 16      |
| 1983-1984        | 47e     | 21      | -        | -        | -       | -       | 20e    | 21     | -      | -      | -       | -       |
| 1984-1985        | 11e     | 107     | 9e       | 42       | -       | -       | 8e     | 62     | 36e    | 3      | 14e     | 10      |
| 1985-1986        | 26e     | 57      | 14e      | 36       | -       | -       | 37e    | 5      | -      | -      | 16e     | 16      |
| 1986-1987        | 28e     | 35      | 23e      | 12       | 24e     | 5       | 15e    | 18     | -      | -      | -       | -       |
| 1987-1988        | 27e     | 46      | 19e      | 21       | 9e      | 25      | -      | -      | -      | -      | -       | -       |
| 1988-1989        | 38e     | 24      | 34e      | 1        | 24e     | 7       | 20e    | 16     | -      | -      | -       | -       |
| 1989-1990        | 27e     | 55      | -        | -        | 19e     | 12      | 9e     | 43     | -      | -      | -       | -       |
| 1990-1991        | 35e     | 43      | -        | -        | 15e     | 19      | 13e    | 24     | -      | -      | -       | -       |
| 1991-1992        | 45e     | 167     | -        | -        | 13e     | 127     | 30e    | 40     | -      | -      | -       | -       |

|           | Descente          | Super-G         | Total |
| 1984-1985 | Puy-Saint-Vincent |                 | 1     |
| 1987-1988 |                   | Lech am Arlberg | 1     |
| Total     | 1                 | 1               | 2     |